# Laccophilus curvifasciatus
Laccophilus curvifasciatus är en skalbaggsart som beskrevs av Guignot 1952. Laccophilus curvifasciatus ingår i släktet Laccophilus och familjen dykare. Inga underarter finns listade i Catalogue of Life.